# Brunfelsia chiricaspi

Illustration einer typischen Brunfelsia Blüte

Brunfelsia chiricaspi ist eine Art aus der Sektion Franciscea der Gattung Brunfelsia. Sie kommt in Teilen Kolumbiens und Ecuadors vor.

## Beschreibung

### Vegetative Merkmale
Brunfelsia chiricaspi ist ein immergrüner, 1 bis 3 Meter hoch werdender Strauch oder kleiner Baum. Der Stamm erreicht an der Basis einen Durchmesser von 5 Zentimeter. Die Borke ist dünn, etwas rau und gräulich braun. Es werden nur wenige lockere Äste gebildet, diese sind abgespreizt und nicht belaubt. Die Zweige sind unbehaart, hellbraun bis ocker glänzend und haben eine dünne Borke. 
Die kurz gestielten Laubblätter stehen verstreut, wechselständig oder in Gruppen, scheinwirtelig an den Zweigen. Die leicht ledrigen, ganzrandigen Blattspreite wird 20 bis 30 Zentimeter lang, 7 bis 12 Zentimeter lang, ihre Form ist elliptisch bis lanzettlich oder verkehrt-eiförmig, manchmal auch verkehrt-eiförmig. Nach vorn sind sie stumpf und mit einer kurzen, leicht sichelförmigen Spitze versehen oder spitz zulaufend, bespitzt bis zugespitzt. Die Basis ist keilförmig bis stumpf. Die Blattflächen sind unbehaart und matt, fast ledrig und glatt, die Oberseite ist dunkelgrün, die Unterseite blassgrün gefärbt. Von der Mittelachse gehen acht bis zehn Paar gerade Seitenadern aus. Die Blattstiele sind 5 bis 10 Millimeter lang, kräftig, unbehaart, rau und dunkelbraun.

### Blütenstände und Blüten
Die Blütenstände sind end- oder achselständige Schirmtrauben aus vier bis sieben (selten bis 20) Blüten. Die Tragblätter sind 1 bis 2 Millimeter lang, lanzettlich, konkav und unbehaart. Die zwittrigen, stieltellerförmigen und kurz gestielten Blüten sind fünfzählig mit doppelter Blütenhülle. Die Kelchblätter sind zu einem 10 bis 13 Millimeter langen und 4 bis 6 Millimeter durchmessenden Kelch verwachsen. Seine Form ist röhren-glockenförmig und leicht aufgeblasen. Er ist unbehaart, purpurn bis blass grün und mit kurzen, breit-dreieckigen Kelchzähnen besitzt. Die dreieckigen Kelchzähne sind spitz bis stumpf und mit einer kurzen drüsigen Spitze versehen. An der Frucht wird der Kelch ledrig, streifig geadert und ist mit Korkporen versehen. Die Krone ist himmelblau bis violett, verblasst zu weiß und zeigt einen fünfseitigen weißen Fleck an der Öffnung der schmalen Kronröhre. Die Kronröhre ist gerade und unbehaart, sie wird 22 bis 25 Millimeter lang und ist damit etwa zweimal so lang wie der Kelch. Der Kronsaum misst 25 bis 30 Millimeter im Durchmesser, besitzt an der Öffnung der Kronröhre eine auffällige, fünfseitige, fleischige Verdickung. Die Kronlappen sind nahezu gleichgestaltig, zur Blüte stark nach hinten gebogen, der obere Kronlappen ist etwas größer und gerundet.
Die kurzen, didynamischen Staubblätter sind eingeschlossen. Die Staubfäden setzen in der oberen Hälfte der Kronröhre an und sind nahezu zungenförmig. Das untere Paar ist 2,5 Millimeter lang und befindet sich weiter im Inneren der Kronröhre als das etwa 3,5 Millimeter lange, obere Paar, welches bis an die Öffnung der Kronröhre reicht. Die Staubbeutel sind bis zu 1,5 Millimeter lang, hellbraun und kugelförmig-nierenförmig. Der oberständige Fruchtknoten ist 2 Millimeter lang und eiförmig-konisch. Er trägt einen fadenförmigen Griffel, der bis zwischen die Staubfäden reicht. Die Narbe ist leicht zweilappig und stumpf, der obere Narbenlappen ist etwas größer. Es ist ein Diskus vorhanden.

### Früchte und Samen
Die Frucht ist eine kleine, nahezu kugelförmige bis eiförmig, 10 Millimeter lang und 8 Millimeter durchmessende Kapsel mit beständigem Kelch, die bei Reife trocknet. Sie enthält nur wenige Samen, diese sind 6 Millimeter lang, messen 2,5 Millimeter im Durchmesser und sind elliptisch-nierenförmig sowie netzartig gekörnt.

## Vorkommen und Standorte
Die Art kommt in Teilen Kolumbiens und Ecuadors sowie im nördlichen Brasilien bis nach Peru vor. Sie war ursprünglich nur aus wenigen Sammlungen aus einem kleinen Gebiet im Südwesten Kolumbiens bekannt, in neuerer Zeit wurden jedoch eine Vielzahl von Sammlungen im angrenzenden Ecuador erstellt. Die Art wächst als Teil der Strauchschicht in feuchten Primärwäldern in Höhenlagen von 325 bis 500 Metern.

## Botanische Geschichte
Brunfelsia chiricaspi wurde 1973 durch Timothy Plowman erstbeschrieben. Als Typusexemplar wählte er eine Sammlung von Guillermo Klug aus dem Jahre 1930, die nahe Puerto Umbria im Departamento de Putumayo im Südwesten Kolumbiens gefunden wurde. Das Artepitheton bezieht sich auf den lokalen Namen der Art chiricaspi. Der Holotypus wird am Herbarium der Harvard University aufbewahrt, Isotypen existieren in den Herbarien des Field Museum of Natural History in Chicago, des Naturhistoriska riksmuseet in Stockholm und der Smithsonian Institution in Washington.

## Bedeutung
Eine ethnobotanische Nutzung als starke Medizin und als Betäubungsmittel ist durch die kolumbianischen Cofán, die die aus der Pflanze gewonnene Droge als covi tsontinba''k'o bezeichnen, bekannt. Zur Zubereitung wird die Rinde der Pflanze wiederholt in kaltes Wasser getränkt und ausgepresst. Zu den Symptomen, die nach der Einnahme auftreten können, gehört ein langanhaltendes Kribbeln im ganzen Körper (Parästhesie), Expetorieren, starker Tremor, Magenkrämpfe, Brechreize, Vertigo und Verlust der Bewegungsfähigkeit.